# Paul George
Paul George (Palmdale, 2 mei 1990) is een Amerikaans basketballer die speelt voor de Philadelphia 76ers in de NBA. Hij werd in de 2010 NBA draft geselecteerd met de 10de pick door de Indiana Pacers nadat hij twee jaar voor de Fresno State Bulldogs had gespeeld. Hij werd voor het eerst NBA All-Star in het jaar 2013; in dit jaar kreeg hij ook de prijs voor de "most improved player". Hij wisselt tussen de shooting-guard en small-forwardpositie. In het off-season tussen het seizoen van 2012-2013 en 2013-2014 verlengde hij zijn contract bij de Pacers met vijf jaar. Op 1 augustus 2014 brak hij zijn been tijdens een training van het nationale basketbalteam van de Verenigde Staten in de aanloop naar het wereldkampioenschap.

## Erelijst
NBA
- 6x All-Star (2013, 2014, 2016, 2017, 2018, 2019)
- NBA Most Improved Player (2013)
- 3x NBA Player Of The Week
- 1x NBA Player Of The Month
- 2010-2011 All-Rookie 2nd Team
- 2012-2013 All-NBA 3rd Team
- 2012-2013 All-Defensive 2nd Team
- 2013-2014 All-Defensive 1st Team

## Statistieken
| Jaar     | Club   | Wedstrijden | MPG  | PPG  | RPG | APG | SPG | BPG | TPG | FG%   | 3PT%  | FT%   | +/-  |
| -------- | ------ | ----------- | ---- | ---- | --- | --- | --- | --- | --- | ----- | ----- | ----- | ---- |
| 2015-16  | Pacers | 81          | 34,8 | 23,1 | 7,0 | 4,1 | 1,9 | 0,4 | 3,3 | 41,8% | 37,1% | 86,0% | 4,6  |
| 2014-15  | Pacers | 6           | 15,2 | 8,8  | 3,7 | 1,0 | 0,8 | 0,2 | 2,0 | 36,7% | 40,9% | 72,7% | 4,6  |
| 2013-14  | Pacers | 80          | 36,2 | 21,7 | 6,8 | 3,5 | 1,9 | 0,3 | 2,8 | 42,4% | 36,4% | 86,4% | 4,6  |
| 2012-13  | Pacers | 79          | 37,6 | 18,7 | 7,6 | 5,0 | 1,8 | 0,6 | 2,9 | 41,9% | 36,2% | 80,7% | 4,6  |
| 2011-12  | Pacers | 66          | 29,7 | 12,1 | 5,6 | 2,4 | 1,6 | 0,6 | 1,8 | 44,0% | 38,5% | 80,2% | 3,8  |
| 2010-11  | Pacers | 61          | 20,7 | 7,8  | 3,7 | 1,1 | 1,0 | 0,4 | 1,1 | 45,3% | 29,7% | 76,2% | -0,1 |
| Carrière | -      | 373         | 32,2 | 16,9 | 6,2 | 3,1 | 1,7 | 0,5 | 2,5 | 42,5% | 36,4% | 82,8% | -    |

MPG = Minuten per wedstrijd
PPG = Punten per wedstrijd
RPG = Rebounds per wedstrijd
APG = Assists per wedstrijd
SPG = Steals per wedstrijd
BPG = Blocks per wedstrijd
TPG = Turnovers per wedstrijd
FG% = Field Goal Percentage (percentage schoten van het veld)
3PT% = Three-Point Percentage (percentage schoten van achter de 3-puntslijn)
FT% = Free Throw Percentage (percentage schoten vanaf de vrijeworplijn)
+/- = PlusMinus
4 Jimmy Butler · 
5 Kevin Durant · 
6 DeAndre Jordan · 
7 Kyle Lowry · 
8 Harrison Barnes · 
9 DeMar DeRozan · 
10 Kyrie Irving · 
11 Klay Thompson · 
12 DeMarcus Cousins · 
13 Paul George · 
14 Draymond Green · 
15 Carmelo Anthony · 
Coach Mike Krzyzewski
- Library of Congress Control Number: no2018083391
- Virtual International Authority File: 4499152988208312790000
- WorldCat: E39PBJxGV6yhKHTtRbq9YMtHYP